# 10 août 1991
Le samedi 10 août 1991 est le 222e jour de l'année 1991.

## Naissances
- Ákos Hudi, athlète hongrois
- Dailenys Alcántara, athlète cubaine, spécialiste du saut en longueur et du triple saut
- Daniel Havel, kayakiste tchèque
- Jimmy Turgis, coureur cycliste français
- Khaled Yahia, joueur tunisien de football
- Luke Keough, coureur cycliste américain
- Marcus Foligno, joueur de hockey sur glace canadien
- Mick Mulder, acteur néerlandais
- Natsumi Horiguchi, joueuse de volley-ball japonaise
- Olivier Dion, chanteur canadien
- Orkhan Safarov, judoka azerbaïdjanais
- Pratyusha Banerjee (morte le 1er avril 2016), actrice de télévision indienne
- Simon Diedhiou, joueur de football sénégalais
- Soraya Hamiti, handballeuse

## Décès
- Buster Smith (né le 24 août 1904), musicien américain
- Ellen Braumüller (née le 24 décembre 1910), athlète allemande
- Hans Jakob Polotsky (né le 13 septembre 1905), égyptologue israélien
- Herbert Blankenhorn (né le 15 décembre 1904), diplomate allemand
- Jessie Robins (née le 5 juin 1905), actrice britannique

## Événements
- Découverte de (12722) Petrarca
- Classique de Saint-Sébastien 1991